# Defecto Schottky
El defecto Schottky es típico de los materiales cerámicos, pues es un defecto que aparece para mantener la electroneutralidad del material. Se generan vacantes de iones de signo contrario para anularse de forma estequiométrica; con el fin de mantener una carga total neutra. Cada vacante es un defecto de Schottky por separado.
Es nombrado en reconocimiento del físico alemán de origen suizo Walter H. Schottky (1886-1976).